# マラソンレース
「マラソンレース」は、1993年6月10日リリースされた稲垣潤一29枚目のシングル。アルバム『for my DEAREST』よりシングルカット。

## 収録曲
作詞:秋元康、編曲:萩田光雄
1. マラソンレース
作曲:谷本新
2. 彼女はBLOOD TYPE B（リアレンジヴァージョン）
作曲：桑村達人
3. マラソンレース（オリジナル・カラオケ）